# Archidiocèse
Pour les articles homonymes, voir siège.
Dans l'Église catholique, un archidiocèse (en latin : archidioecesis) est un diocèse dont l'ordinaire a le titre d'archevêque. La résidence de ce dernier est appelée archevêché. Dans les Églises orthodoxes et les Églises catholiques de rite oriental (Église apostolique arménienne, Église copte, etc.), on utilise plutôt le terme archéparchie.
Les structures administratives d'un archidiocèse, y compris la division territoriale en paroisses, sont les mêmes que celles d'un diocèse. La majorité des archidiocèses ont un rôle métropolitain, rassemblant un groupe territorial de diocèses en provinces ecclésiastiques : les diocèses sont alors appelés suffragants de l'archidiocèse. Certains services plus importants (tel la cour d'appel ecclésiastique, par exemple) sont organisés au niveau des archidiocèses.
Dans l'Église catholique, le diocèse de Rome, dont l'apôtre saint Pierre fut le premier évêque, a un statut particulier. Comme successeur de saint Pierre, celui qui est élu évêque de Rome devient le pasteur universel de l'Église catholique. Autrement dit il est le Pape.
En 2014, il existe, dans l'organisation de l'Église catholique, 4 archidiocèses majeurs, 551 archidiocèses métropolitains et 77 archidiocèses non métropolitains.